# ديورز (بالا خيابان ليتكوة)
دیورز (بالفارسية: دیورز) هي قرية تقع في إيران في قسم بالا خیابان لیتکوة الريفي. يقدر عدد سكانها بـ 394 نسمة بحسب إحصاء 2016.